# Palazzo dei padri Lateranensi
Il palazzo dei padri Lateranensi è un edificio di Pavia, in Lombardia.

## Storia
Il palazzo sorge nell’area dell’antico monastero benedettino di San Pietro in Ciel d'Oro a lato della più antica chiesa, fondata, forse sopra un precedente edificio ecclesiastico del VI secolo, da re Liutprando nell'VIII secolo. Intorno al terzo decennio del XIV secolo i contrasti tra gli agostiniani e i padri lateranensi, che si dividevano sia il monastero sia la chiesa, spinsero i primi a realizzare un nuovo monastero a fianco del lato opposto della chiesa, lasciando l’antica sede (che durante il medioevo più volte ospitò imperatori e re di passaggio in città) interamente ai lateranensi. Il palazzo, che nel 1749 fu in parte adibito a ospedale militare, venne ricostruito, su progetto di Lorenzo Cassani, tra il 1759 e il 1760. Nel 1781 venne soppressa la canonica dei lateranensi e il governo della Lombardia austriaca decise di destinare l’edificio a sede del Collegio Germanico-Ungarico: per tale ragione Giuseppe Piermarini fu incaricato di modificare il palazzo in modo da renderlo più adatto alla nuova destinazione d’uso. Tuttavia l’eccessivo costo degli interventi necessari per la trasformazione e la disponibilità in città di altri palazzi più facilmente adattabili alle esigenze del collegio fecero cadere il progetto. Il palazzo fu quindi ceduto ai francescani, il cui convento (l’attuale collegio Cairoli) divenne sede del collegio Germanico Ungarico. Nel 1799 i francescani dovettero abbandonare il palazzo, che fu prima caserma e poi, dal 1803, scuola d’artiglieria. La scuola d’artiglieria venne chiusa nel 1814 e l’edificio tornò a essere caserma, fino al 1826, quando il vescovo Luigi Tosi ottenne dall’imperatore Francesco I l’uso dei locali, che, fino al 1859, ospitarono il seminario. Il palazzo in seguito ritornò a essere prima caserma, poi ospedale militare nei primi anni del Novecento e infine sede del comando dei Carabinieri.

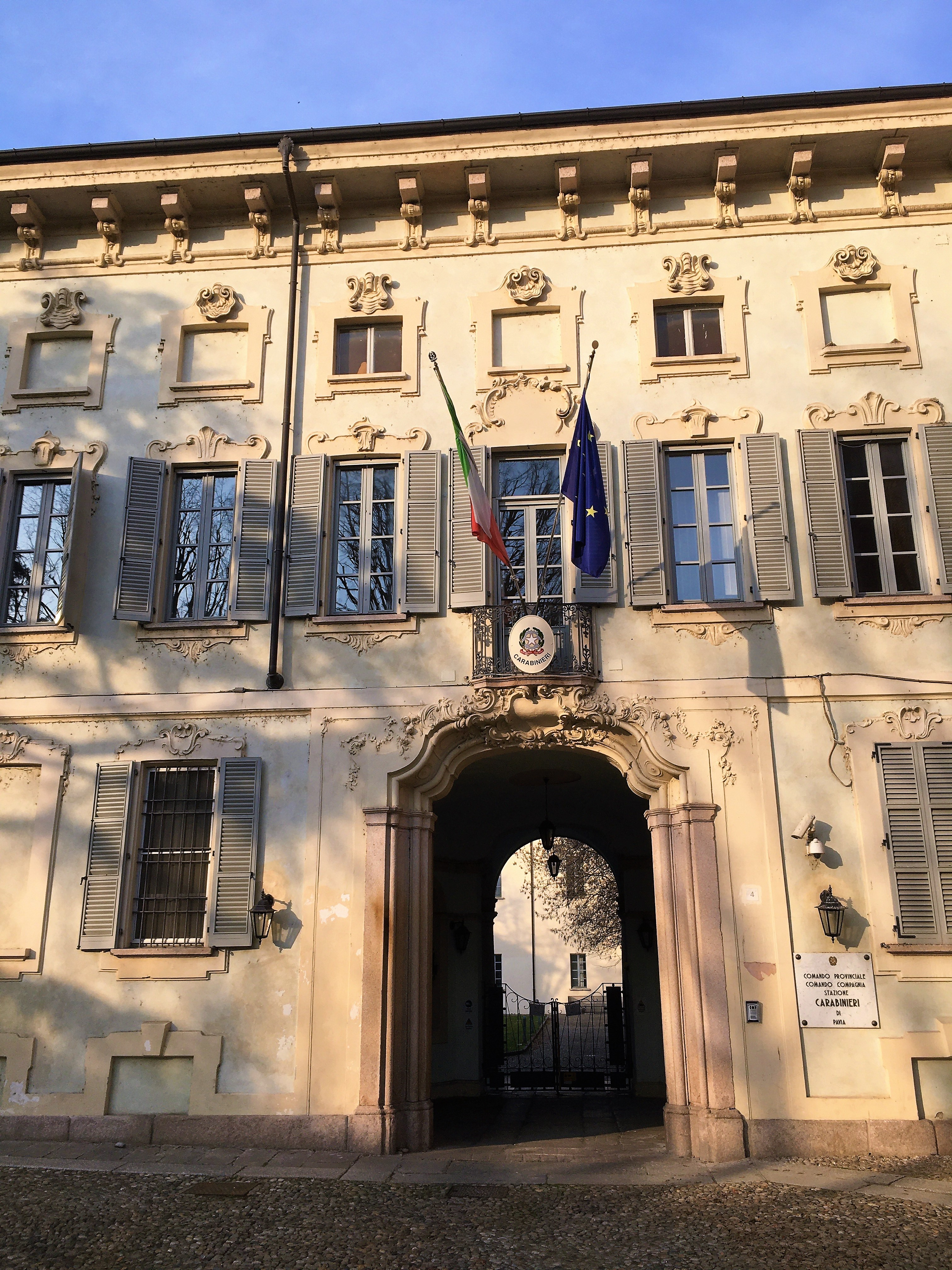
Il portone

## Descrizione
Il complesso è formato dal palazzo settecentesco affacciato alla piazza di San Pietro in Ciel d'Oro e da altri corpi di fabbrica organizzati intorno a tre cortili, in gran parte rimaneggiati nel corso dell’Ottocento. Il palazzo, realizzato su progetto dell'architetto Lorenzo Cassani, presenta una raffinata facciata di gusto barocchetto con due piani scanditi da finestre con eleganti cornici, arricchite da ornamenti in stucco a riccioli e conchiglie, disposti lungo le incorniciature delle finestre e nel fastigio dell’altana, con vasi fioriti e orologio. Al piano terreno, sulla sinistra dell'ingresso da piazza San Pietro in Ciel d'Oro, si trova la chiesa di Sant'Andrea, realizzata anch'essa dall'architetto Cassani nello stesso periodo. Internamente, il prospetto rivolto al giardino è porticato, con volte a crociera e archi a tutto sesto sostenuti da colonne binate in granito. Internamente, una successione di ampie stanze con soffitti voltati a padiglione unghiato.